# Giacomo Carlo Bascapè
Giacomo Carlo Bascapè (Redavalle, 18 febbraio 1902 – Scopello, 3 agosto 1993) è stato uno storico, paleografo e archivista italiano.

## Biografia
Si laureò a Pavia nel 1925, specializzandosi nel 1929 in Scienze storiche e filologiche presso l'Università Cattolica del Sacro Cuore. Fu direttore dell'archivio dell'Ospedale Maggiore di Milano dal 1932 al 1967 e fu docente presso la Facoltà di Lettere e Filosofia dell'Università Cattolica dal 1937.
Le sue pubblicazioni riguardano prevalentemente araldica e sigillografia, ma anche architettura e medaglistica.
Presso l'Istituto per la Storia dell'Arte Lombarda è conservato un fondo relativo alle sue ricerche.

## Opere principali
- G.C. Bascapè (a cura di), Antichi diplomi degli arcivescovi di Milano e cenni di diplomatica episcopale, collana Fontes Ambrosiani, Firenze, Olschki, 1937.
- G.C. Bascapè, Sigillografia. Il sigillo nella diplomatica, nel diritto, nella storia, nell'arte, Milano, Giuffrè, 1969-1978. URL consultato il 22 maggio 2022 (archiviato dall'url originale il 31 marzo 2022).[2]
- G.C. Bascapè e M. Del Piazzo, Insegne e simboli. Araldica pubblica e privata, medievale e moderna, Roma, Ministero per i Beni Culturali e Ambientali, 1999.[3]

Un elenco completo dei suoi numerosi scritti è stato pubblicato nel 2005.